# Солона (притока Янчулу)
Соло́на — річка в Україні, в межах Великоновосілківського району Донецької області (витоки) та Гуляйпільського району Запорізької області. Права притока Янчулу (басейн Дніпра).

## Опис
Довжина річки 28 км, площа басейну 314 км². Долина трапецієподібна, завширшки до 2,5 км, завглибшки до 20 м. Заплава завширшки до 200 м, майже повністю розорана, є пересихаючі озера. Річище звивисте, завширшки до 5 м (в пониззі), на значній протяжності замулене, часто пересихає. Похил річки 1,8 м/км. Є кілька ставків.
Найбільша притока — річка Грушова впадає справа у 1 км від гирла Солоної.

## Розташування
Солона бере початок біля села Володиного. Тече на захід і північний захід. Впадає до Янчулу на північний захід від села Охотничого.